# عزت‌الله سردارپور گودرزی
عزت‌الله سردارپور گودرزی از سیاستمداران ایرانی بود، که در دوره‌  بیستم بعنوان نماینده پلدختر در مجلس شورای ملی حضور داشت.